# Eugenia pinariensis
Eugenia pinariensis är en myrtenväxtart som beskrevs av Ignatz Urban. Eugenia pinariensis ingår i släktet Eugenia och familjen myrtenväxter. Inga underarter finns listade i Catalogue of Life.